# Himiko (reina)
Pimiko o Himiko (卑弥呼) (175-247 o 248) fou una reina xaman que governà el Regne de Yamatai (entre el període Yayoi i el període Kofun) pel segle iii (des del 190 fins a la seua mort el 248). Fou mare d'Iyo, la reina successora. El tractament que ha rebut aquesta figura històrica dels historiadors (destacant Naitō Torajirō (1866–1934) i Shiratori Kurakichi (1865–1942)) no ha sigut molt objectiu, considerant que la seua autoritat política com a fenomen és un fet excepcional i no normal, suposant una normalitat de domini masculí en l'àmbit del poder polític. Fins al 1945 el poble japonès no conegué sobre ella pel control governamental sobre les investigacions històriques.
Es creu que era la princesa Yamato-totohi-momoso-hime-no-mikoto.

## Biografia
Com encara no s'ha aclarit on se situava Yamatai, tampoc se sap cap concreció de l'origen de la seua reina.
Segons les Cròniques dels Tres Regnes, el regne havia entrat en un caos després de tindre un rei i aquest caos acabà quan després de diverses consultes elegiren a Pimiko. Entrà al poder sent jove, sent elegida per a representar la confederació de cacicats com a reina, el 190 dC. Suposà una nova era cultural: ella va rebutjar elements dels rituals, com són les campanes de bronze dōtaku. Quan entrà al poder era verge i tenia un germà menor al qual li comunicava els oracles divins, l'únic home amb qui es podia comunicar. No es deixava veure. A les Cròniques dels Tres Regnes consideren que per ella hi havia un ambient estrany.
L'atenien mil esclaus: un l'atenia quan dormia i un li transmetia els missatges dels subalterns i súbdits. Vivia a un palau emmurallat amb mirador.
Era reina de 19 territoris (Shima, Ioshi, Iya, Tsushi, Minu, Kokotsu, Fuko, Kasono, Tsuso, Sona, Kanasona, Ki, Igo, Kina, Yama, Jari, Shii, Ota i Na).
Tingué bones relacions amb la cort del regne xinès de Wei, amb la qual intercanviava regals: enviava materials tèxtils i rebia brocats rojos, brocats blaus obscurs i seda blanca. També rebia espills de bronze. Aquestes relacions li van permetre que el seu país fóra reconegut oficialment per Wei.
El 239 envià regals a l'emperador de Gui. El 240 el cap de Taijoogun, Kyudyin, envià espases, espills, missatgers, segells, or i seda a Pimiko. El 243 Himiko envià fletxes, arquers, esclaus, segells i estendards. El 245 l'emperador xinès envià banderes grogues mitjançant Taijoobun. El 247 Himiko tenia males relacions amb el govern del regne d'Oki, informà als xinesos i aquests tractaren de detindre una guerra.
A la mort de Himiko es va fer un enterrament a un monticle gran, sacrificant-se més de 100 esclaus per a l'enterrament. Es creu que la seua tomba es troba al monticle datat al segle iii a Sakurai, a la Prefectura de Nara. Es creu que la construcció s'inicià quan encara Himiko estava viva.

## Aspecte físic
A les Cròniques dels Tres Regnes es diu que era molt atractiva. Es descrivia com que tenia "ulls madurs".

## Xamanisme practicat per ella
El seu xamanisme consistia en el contacte amb els morts i l'endevinació.
Alguns investigadors l'associen amb el culte a les serps i deïtats ofídiques i al culte xinès a una Mare Reina de l'Oest.

## Aspecte
Es creu que probablement portava roba d'estil continental: una bata kosode d'una sola peça i de mànigues amples baix d'un tratge paregut a una camiseta, una falda, un cinturó i una faixa.
El cabell es creu el tindria nugat amb un barret pla. No és clar si portava diademes o simples bandes de tela.